# Шиллинг, Александр Дмитриевич
Александр Дмитриевич Шиллинг (8 [20] мая 1841 — 6 [19] марта 1913) — русский архитектор, академик архитектуры. Автор ряда зданий в Петербурге.

## Биография
Родился 8 [20] мая 1841 года. Первоначальное образование получил в 3-й Санкт-Петербургской гимназии. С 1864 года — вольнослушающий ученик Академии Художеств. В 1867 году получил малую серебряную медаль за проект «богатого конференц-зала для Академии художеств с парадной лестницей и сенями». В 1868 году окончил обучение со званием неклассного художника за проект берейторской школы. В 1870 году получил звание классного художника 3-й степени за «проект приюта для малолетних детей обоего пола», в 1874 — звание классного художника 2-й степени.
В 1871 году поступил на службу архитектором патронного завода, позднее был архитектором Трубочно-инструментального завода, больницы Марии Магдалины и Александровской городской барачной больницы в память С. П. Боткина. Действительный член Петербургского общества архитекторов (с 1872 года). До 1891 года работал техником городской управы. Действительный статский советник.
Скончался 06 [19] марта 1913 года. Похоронен на Никольском кладбище Александро-Невской лавры.

## Проекты и постройки
- Корпуса и особняк Б. И. Гофмарка. Улица Михайлова, 8 (1870-е, совместно с В. И. Токаревым; перестроены, сохранились частично);
- Особняк Веригина. Моховая улица, 9 (1872—1873, совместно с В. И. Токаревым);
- Здание частной гимназии Ф. Ф. Бычкова (перестройка и расширение). Лиговский проспект, 1 / улица Некрасова, 43 / Озерной переулок, 14 (1875, совместно с В. И. Токаревым);  Объект культурного наследия народов РФ регионального значения. Объект № 7830777000 (БД Викигида)
- Доходный дом. Финский переулок, 6 (1875);
- Покровская церковь Юсуповского дворца. Набережная реки Мойки, 94 (1881, не сохранилась);
- Доходный дом (надстройка). Щербаков переулок, 2 (1888—1889);
- Корпуса Патронного завода (левая часть). Уральская улица, 1 (1893);  Объект культурного наследия народов РФ регионального значения. Объект № 7832269000 (БД Викигида)
- Здание нового отделения больницы Марии Магдалины (правый корпус). 2-я линия Васильевского острова, 47 (1896);  Объект культурного наследия народов РФ регионального значения. Объект № 7810126000 (БД Викигида)
- Здание дезинфекционной камеры, жилой дом и павильоны Александровской городской барачной больницы в память С. П. Боткина. Миргородская улица, 3 / Кременчугская улица, 4 (1901—1902, 1905—1906, 1909—1910; сохранились частично);  Объект культурного наследия народов РФ регионального значения. Объект № 7832189000 (БД Викигида)
- Здание амбулатории при больнице Марии Магдалины. 3-я линия Васильевского острова, 50 (1906—1907);
- Доходный дом Пантелеева на Охте;
- Усыпальница Юсуповых в Александро-Невской лавре;
- Особняк Буша в Шувалове.  Объект культурного наследия народов РФ регионального значения. Объект № 7802145000 (БД Викигида)